# 龙山路街道 (安庆市)
龙山路街道，是中华人民共和国安徽省安庆市大观区下辖的一个乡镇级行政单位。

## 行政区划
龙山路街道下辖以下地区：
荣升社区、北正社区、三祖寺社区、龙山社区、杨家塘社区和四方城社区。